# Michael Bruce (musicien)
 (mars 2019).
Si vous disposez d'ouvrages ou d'articles de référence ou si vous connaissez des sites web de qualité traitant du thème abordé ici, merci de compléter l'article en donnant les références utiles à sa vérifiabilité et en les liant à la section « Notes et références ».
Pour les articles homonymes, voir Michael Bruce et Bruce.
Mike Bruce (né Michael Owen Bruce le 16 mars 1948) est un musicien américain. Il a été le guitariste du groupe Alice Cooper entre 1965 et 1974.
Bruce a coécrit la plupart des chansons populaires avec une partie ou l'ensemble des autres membres du groupe. Il y a aussi plusieurs titres que Bruce a écrit seul tels que Be My Lover de l'album Killer, Caught In a Dream et Long Way To Go de l'album Love It to Death. Michael Bruce a aussi chanté sur les chansons Sing Low, Sweet Cheerio du premier album d'Alice Cooper Pretties for You, de Below Your Means et Beautiful Flyaway sur l'album Easy Action.
Michael Bruce fonda le groupe Billion Dollar Babies avec Mike Marconi, Dennis Dunaway, Bob Dolin et Neal Smith après la  séparation avec Alice Cooper en 1974. Billion Dollar Babies a été impliqué dans une action en justice sur l'utilisation du nom. Ils n'ont sorti qu'un seul album en 1977, Battle Axe, avant de se séparer.

## Discographie

### Alice Cooper Group
- 1969 - Pretties for You
- 1970 - Easy Action
- 1971 - Love It to Death
- 1971 - Killer
- 1972 - School's Out
- 1973 - Billion Dollar Babies
- 1973 - Muscle of Love

### Michael Bruce
- 1975 - In My Own Way
- 1983 - As Rock Rolls On

### Billion Dollar Babies
- 1977 - Battle Axe